# السلك الدبلوماسي لصاحبة الجلالة
الخدمة الدبلوماسية لصاحب الجلالة (بالإنجليزية: His Majesty's Diplomatic Service)‏ HMDS هي الخدمة الدبلوماسية للمملكة المتحدة لبريطانيا العظمى وأيرلندا الشمالية ، التي تتعامل مع الشؤون الخارجية ، في مقابل الخدمة المدنية المحلية، التي تتعامل مع الشؤون الداخلية. ويعمل لديها نحو 14 ألف شخص، ثلثهم تقريباً من موظفي الخدمة في التاج يعملون بشكل مباشر لصالح وزارة الخارجية وشؤون الكومنولث، سواء في لندن أو الخارج. أما ثلثا الموظفين المتبقين فيوظفون محليا في إحدى البعثات الدبلوماسية البريطانية في الخارج البالغ عددها 270 بعثة تقريبا (مثل السفارات والقنصليات واللجان العليا). ووكيل وزارة الخارجية الدائم هو أيضا رئيس الدائرة الدبلوماسية.
وكانت وزارة الخارجية، التي كانت في الأصل تزود موظفي الخدمة المدنية بموظفي وزارة الخارجية، ذات يوم خدمة منفصلة، ولكنها اندمجت مع الخدمة الدبلوماسية في عام 1918. كما استوعب السلك الدبلوماسي أيضًا الخدمة الاستعمارية في أواخر الستينات.
لم يُسمح للنساء بالانضمام إلى الخدمة الدبلوماسية حتى عام 1946. وحتى عام 1973، كان عليهن المغادرة في حال الزواج. كانت أول سفيرة تُعيّن هي باربرا سولت، إلى إسرائيل في عام 1962، لكن مرضها منعها من تولي المنصب. وكانت إليانور إيمري المفوضة السامية البريطانية في بوتسوانا في الفترة من 1973 إلى 1977، وهي موازية لسفيرة ولكن داخل الكومنولث .وكانت أول امرأة تشغل منصب سفير هي آن واربرتن، التي عينت في الدنمارك في عام 1976.

## روابط خارجية
- موقع وزارة الخارجية والكومنولث